# Automat sprzedający

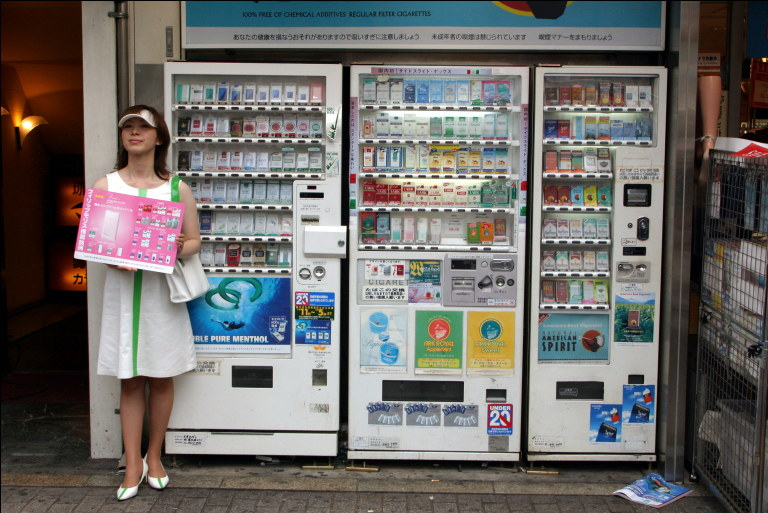
Automat do sprzedaży papierosów w Tokio

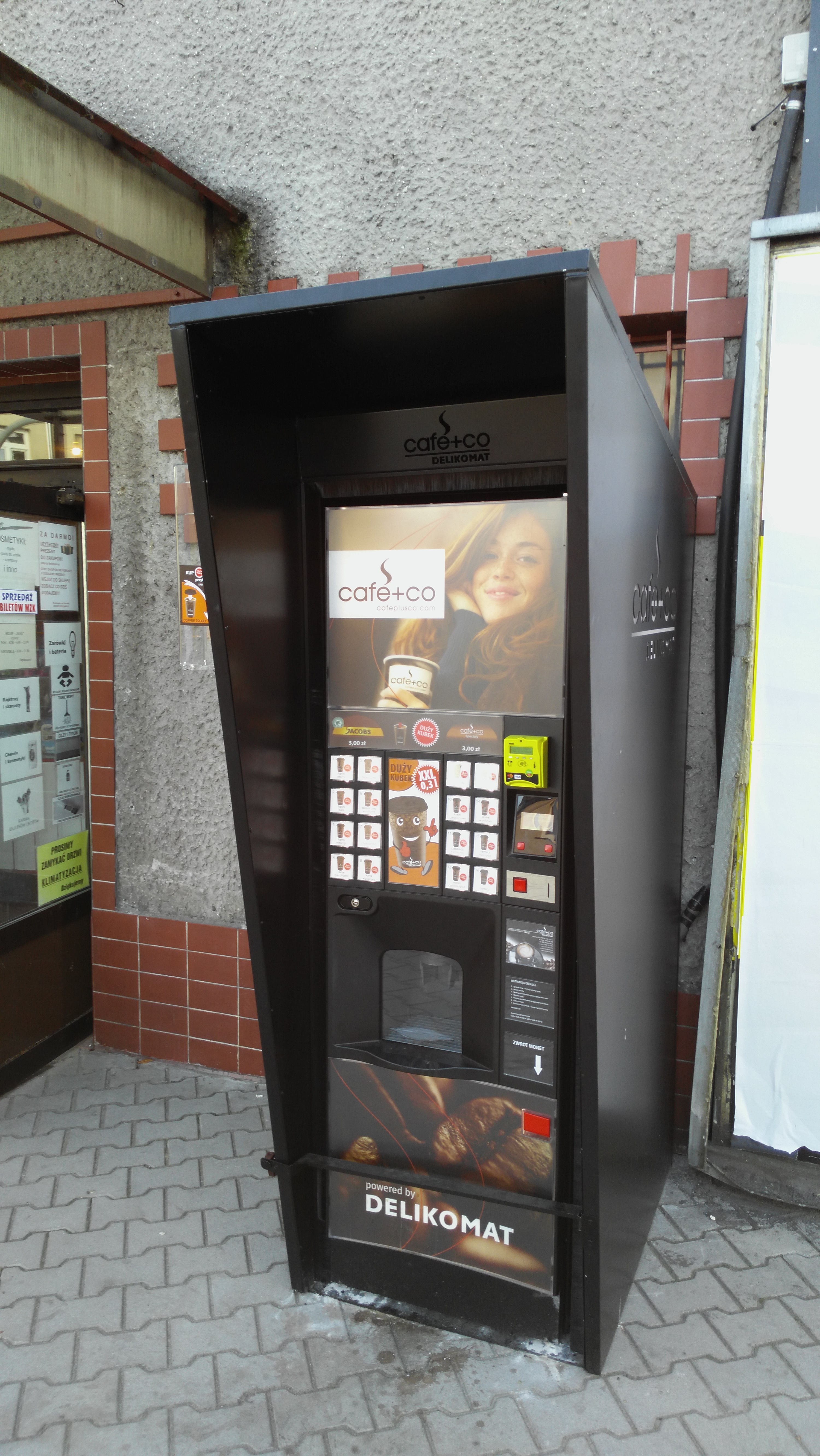
Automat sprzedający kawę na rogu Warszawskiej i Szerokiej w Tomaszowie Mazowieckim, woj. łódzkie

Automat sprzedający (automat vendingowy, ang. vending machine) – urządzenie służące do sprzedaży samoobsługowej. Można wyróżnić automaty sprzedające towary i usługi.

## Opis
Do pierwszych należą różnego rodzaju maszyny do sprzedaży gorących napojów, przekąsek (batonów, kanapek), napojów zimnych, a także zabawek, prezerwatyw, papierosów itp. W Polsce automaty do sprzedaży papierosów są prawnie zabronione. Istnieją również obostrzenia co do sprzedawanych produktów w szkołach. Natomiast w drugiej grupie znajdują się, np.: parkometry, automaty piorące, automaty biletowe, automaty telefoniczne czy fotograficzne.
W zależności od potrzeb automat może być wyposażony w różne systemy płatności. Zakup może odbywać się za pomocą monet, banknotów, żetonów, kluczy elektronicznych, kart magnetycznych, chipowych. Niektóre automaty oferują także opcję płatności przez kody QR – kupujący skanuje kod aparatem w smartphonie i potwierdza płatność za produkt. Wiele automatów ma możliwość wydawania reszty dzięki zastosowaniu wrzutników monet.